# Streptocarpus cyanandrus
Streptocarpus cyanandrus är en tvåhjärtbladig växtart som beskrevs av Brian Laurence Burtt. Streptocarpus cyanandrus ingår i släktet Streptocarpus och familjen Gesneriaceae. Inga underarter finns listade i Catalogue of Life.